# Ljubytiw
Ljubytiw (ukrainisch Любитів; russisch Любитов Ljubitow, polnisch Lubitów) ist ein Dorf im Zentrum der ukrainischen Oblast Wolyn mit 1400 Einwohnern (2001).
Der Ort liegt am Ljubytiw-See (Любитівське озеро) im Rajon Kowel der Oblast Wolyn, etwa 13 Kilometer südöstlich der Rajonshauptstadt Kowel und 58 Kilometer nordwestlich der Oblasthauptstadt Luzk, nordöstlich des Ortszentrums befindet sich eine Bahnstation an der Bahnstrecke Kowel–Kosjatyn.

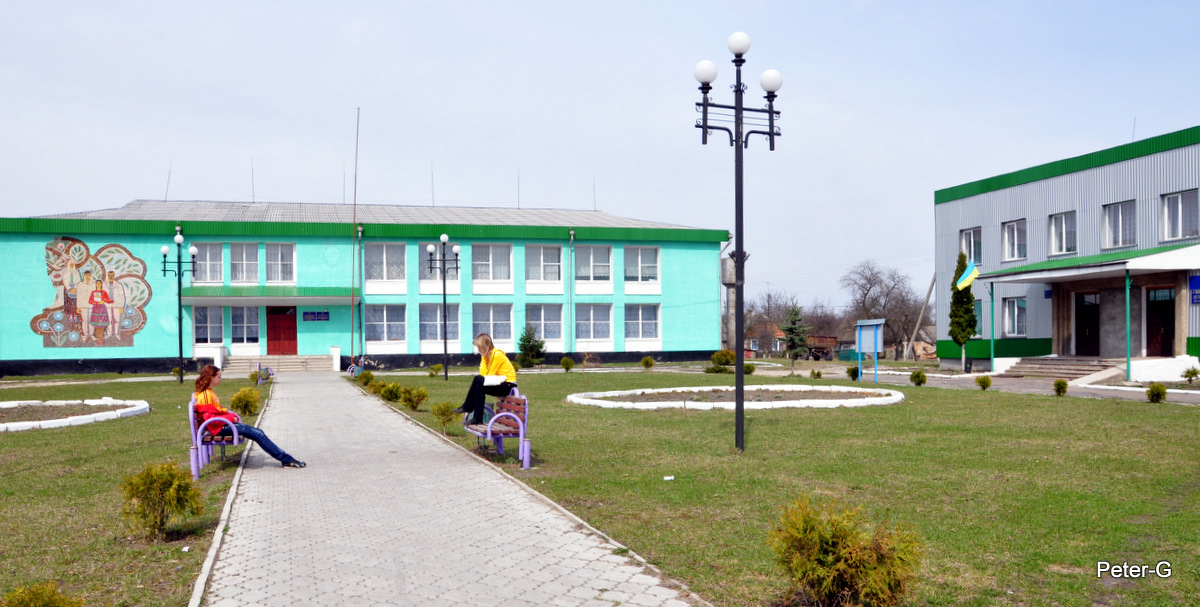
Verwaltungszentrum im Ort

## Geschichte
Der Ort wurde 1545 zum ersten Mal schriftlich erwähnt und gehörte bis 1785 zur Adelsrepublik Polen (in der Woiwodschaft Wolhynien). Mit den Teilungen Polens fiel der Ort an das Russische Reich und lag dort bis zum Ende des Ersten Weltkriegs im Gouvernement Wolhynien.
Nach dem Ersten Weltkrieg kam der Ort zu Polen (in die Woiwodschaft Wolhynien, Powiat Kowel, Gmina Lubitów). Im Zweiten Weltkrieg wurde er zwischen 1939 und 1941 von der Sowjetunion besetzt. Nach dem Überfall auf die Sowjetunion im Juni 1941 wurde er bis 1944 von Deutschland besetzt, dies gliederte den Ort in das Reichskommissariat Ukraine in den Generalbezirk Brest-Litowsk/Wolhynien-Podolien, Kreisgebiet Kowel.
Nach dem Krieg wurde der Ort der Sowjetunion zugeschlagen. Dort kam das Dorf zur Ukrainischen SSR und seit 1991 ist es ein Teil der unabhängigen Ukraine.
Am 12. Juni 2020 wurde das Dorf ein Teil der neugegründeten Landgemeinde Kolodjaschne, bis dahin bildete das Dorf zusammen mit dem Dorf Rokytnyzja (Рокитниця), Wolja-Ljubytiwska (Воля-Любитівська) und Worona (Ворона) die gleichnamige Landratsgemeinde Ljubytiw (Любитівська сільська рада/Ljubytiwska silska rada) im Südwesten des Rajons Kowel.